# رولاند جي. هازارد
رولاند جي. هازارد (بالإنجليزية: Rowland G. Hazard)‏ هو سياسي أمريكي، ولد في 9 أكتوبر 1801، وتوفي في 24 يونيو 1888. حزبياً، نشط في الحزب الجمهوري. وقد انتخب عضو مجلس ولاية رود آيلاند.